# إيفيلين فينلي
إيفيلين فينلي (بالإنجليزية: Evelyn Finley)‏ هي ممثلة أمريكية، ولدت في 11 مارس 1916 في دوغلاس في الولايات المتحدة، وتوفيت في 7 أبريل 1989 في بيغ بير في الولايات المتحدة.

## وصلات خارجية
- إيفيلين فينلي على موقع IMDb (الإنجليزية)
- إيفيلين فينلي على موقع أول موفي (الإنجليزية)
- إيفيلين فينلي على موقع قاعدة بيانات الفيلم (الإنجليزية)